# Andrena trikalensis
Andrena trikalensis är en biart som beskrevs av Warncke 1965. Andrena trikalensis ingår i släktet sandbin, och familjen grävbin. Inga underarter finns listade i Catalogue of Life.